# インヴィンシブル級潜水艦
インヴィンシブル級潜水艦（インヴィンシブルきゅうせんすいかん、英語: Invincible-class submarine）は、シンガポール海軍の通常動力型潜水艦の艦級。218SG型と呼称され、ドイツの214型潜水艦に212A型潜水艦の技術を取り入れた改設計型となっている。

## 来歴
2013年11月、シンガポール国防省はチャレンジャー級潜水艦およびアーチャー級潜水艦の後継として、ドイツのティッセンクルップ・マリン・システムズが提案した218SG型潜水艦の採用を決定し、11月29日にティッセンクルップ・マリン・システムズと潜水艦2隻および訓練パッケージ等を総額13億6,000万米ドルで発注した。潜水艦2隻は2020年から2021年にかけて納入予定とされた。
2017年5月16日にング・エン・ヘン国防大臣は2隻の追加発注を発表し、追加発注分は2024年から2025年にかけて納入予定とされた。
1番艦は2014年からドイツのシュレースヴィヒ＝ホルシュタイン州キールにあるティッセンクルップ・マリン・システムズ造船所で建造を開始し、2019年2月18日に進水式が行われた。1番艦は2020年9月に海上公試、2020年中に引き渡される予定だったが、新型コロナウイルス感染症の世界的流行によって2022年へ引き渡し延期になると2020年6月に発表されたほか、2021年4月には海上公試中に艦内で火災が発生した。
2番艦は2018年1月、キールのティッセンクルップ・マリン・システムズ造船所で鋼材切断式が行われた。2022年12月20日、2番艦「インペッカブル」と3番「イラストリアス」がTKMSにて進水した。2023年にシンガポール海軍へ引き渡される予定となる。
2023年1月、シンガポール国防省はインヴィンシブル級潜水艦4隻の取得費用が約18億ドル(24億シンガポールドル) であることを発表した。
2024年9月24日、1番艦「インヴィンシブル」と2番艦「インペッカブル」が就役した。
2025年3月3日、シンガポール政府はさらに2隻のインヴィンシブル級を追加調達すると発表し、5月7日には正式に追加発注を行った。

## 設計
本級は、シンガポール防衛科学技術庁、シンガポール海軍、ティッセンクルップ・マリン・システムズが共同設計を行い、ドイツの輸出向け潜水艦である214型潜水艦をベースにシンガポール海軍が要求した沿海域戦闘能力、シーレーン防衛、情報・監視・目標捕捉および偵察能力（ISTAR:Intelligence, surveillance, target acquisition, and reconnaissance）、特殊作戦運用能力などが盛り込まれた。
本級には、非大気依存推進（AIP:Air-Independent Propulsion）が搭載され、シュノーケル航走なしで約4から6週間の潜行が可能であるほか、後舵装置（X舵）を採用したことにより、浅瀬の多いシンガポール海峡や南シナ海でも高い水中機動性を発揮することができる。また、艦内は居住区画が214型潜水艦より拡大して人間工学に基づいた配置がなされ、シャワー増設、独立式二段ベッドの設置、収納スペースの追加などが行われている。

## 装備
STエンジニアリングとドイツのアトラス・エレクトロニークが共同開発した戦闘管制システムおよびシンガポール防衛科学技術庁が開発したデータ分析・意思決定支援エンジンの搭載によって広範な自動化が可能となり、乗員は8時間の3交代制で運用でき、乗員数も28名と少人数での運用が可能となっている。
兵装としては艦首に533mm魚雷発射管8門を備え、魚雷、艦対艦ミサイル、機雷の装備が可能である。また、水平多目的エアロック（HMPL:Horizontal Multi-Purpose Airlock）を備え、魚雷、潜水艦発射巡航ミサイル、特殊部隊員の発射などに使用できる。なお、垂直多目的エアロック（VMPL:Vertical Multi-Purpose Airlock）がオプションで装備可能となっている。

## 同型艦

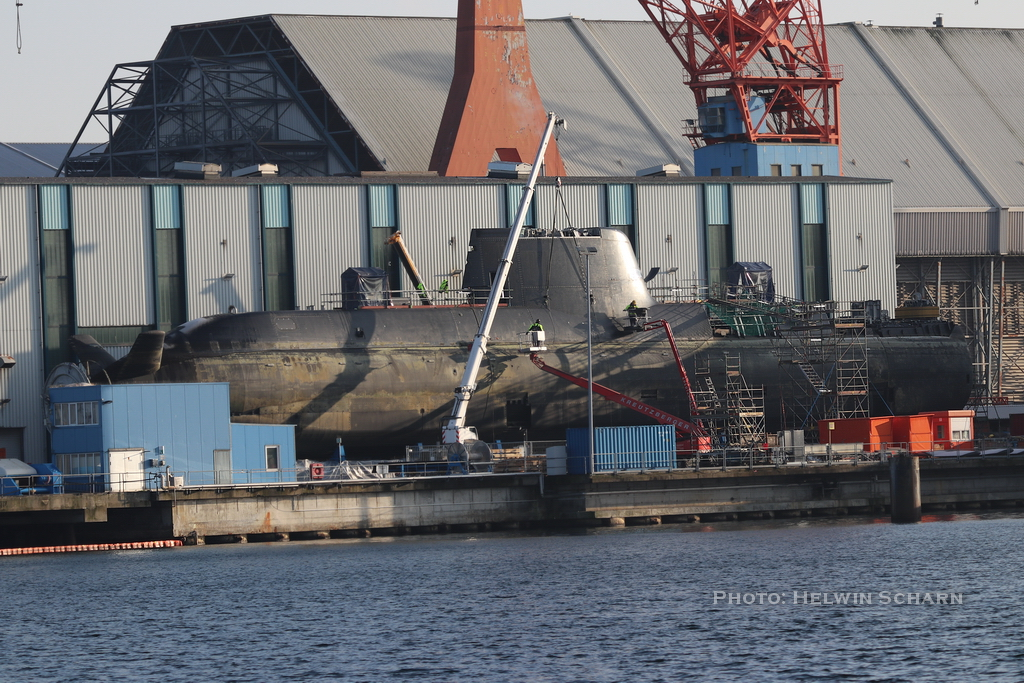
キールで建造中の「インヴィンシブル」

| 艦名                        | 建造                                    | 起工 | 進水            | 就役           |
| --------------------------- | --------------------------------------- | ---- | --------------- | -------------- |
| インヴィンシブル Invincible | ティッセンクルップ・ マリン・システムズ |      | 2019年 2月18日  | 2024年 9月24日 |
| インペッカブル Impeccable   | ティッセンクルップ・ マリン・システムズ |      | 2022年 12月13日 | 2024年 9月24日 |
| イラストリアス Illustrious  | ティッセンクルップ・ マリン・システムズ |      | 2022年 12月13日 |                |
| イニミタブル Inimitable     | ティッセンクルップ・ マリン・システムズ |      | 2024年 4月22日  |                |